# Mistrzostwa Polski Par Klubowych na Żużlu 1973
Mistrzostwa Polski Par Klubowych na Żużlu 1973 – W sezonie 1973 mecze w I lidze rozgrywano według tabeli 13-biegowej, natomiast 2 ostatnie biegi były rozgrywane w ramach mistrzostw Polski par klubowych.

## Biegi w ramach MPPK
| Goście → Gospodarze ↓ | Gorzów Wlkp.                                                              | Świętochłowice                                                             | Zielona Góra                                                                | Rybnik                                                               | Leszno                                                                          | Częstochowa                                                                        | Bydgoszcz                                                                  | Opole                                                                    |
| --------------------- | ------------------------------------------------------------------------- | -------------------------------------------------------------------------- | --------------------------------------------------------------------------- | -------------------------------------------------------------------- | ------------------------------------------------------------------------------- | ---------------------------------------------------------------------------------- | -------------------------------------------------------------------------- | ------------------------------------------------------------------------ |
| Gorzów Wlkp.          | X                                                                         | Stal - 8 Jancarz 3,2 Plech u,3 Śląsk - 4 Waloszek 1,0 Mucha 2,1            | Stal - 10 Jancarz 3,3 Plech 2,2 Falubaz - 2 Protasiewicz 1,1 Filipiak 0,0   | Stal - 9 Jancarz 2,3 Plech 3,1 ROW - 3 Wyglenda 0,2 Tkocz 1,0        | Stal - 10 Jancarz 2.5,2 Plech 2.5,3 Unia - 2 Dobrucki 1,1 Jąder 0,0             | Stal - 10 Jancarz 2.5,2 Plech 2.5,3 Włókniarz - 2 Jurczyński 1,1 Bożyk 0,0         | Stal - 10 Jancarz 2,3 Plech 3,2 Polonia - 2 Glücklich 0,1 Kasa 1,0         | Stal - 10 Jancarz 3,2 Plech 2,3 Kolejarz - 2 Stach 0,1 Libor 1,0         |
| Świętochłowice        | b.d.                                                                      | X                                                                          | Śląsk - 10 Waloszek 2,2 Mucha 3,3 Falubaz - 2 Protasiewicz 0,0 Filipiak 1,1 | b.d.                                                                 | b.d.                                                                            | b.d.                                                                               | Śląsk - 10 Waloszek 3,3 Mucha 2,2 Polonia - 2 Kasa 1,1 Zaranek 0,0         | b.d.                                                                     |
| Zielona Góra          | Falubaz - 2 Marcinkowski 1,0 Filipiak 0,1 Stal - 10 Jancarz 2,2 Plech 3,3 | Falubaz - 4 Marcinkowski 1,1 Filipiak 2,0 Śląsk - 8 Waloszek 3,3 Mucha 0,2 | X                                                                           | Falubaz - 4 Marcinkowski 2,2 Filipiak 0,w ROW - 7 Tkocz 3,3 Gryt 1,w | Falubaz - 8 Protasiewicz 0,2 Filipiak 3,3 Unia - 3 Dobrucki 2,w Pogorzelski 1,w | Falubaz - 7 Marcinkowski 3,2 Filipiak 1,1 Włókniarz - 5 Cieślak 2,3 Jurczyński 0,0 | Falubaz - 7 Protasiewicz w,3 Filipiak 3,1 Polonia - 4 Kasa w,w Zaranek 2,2 | b.d.                                                                     |
| Rybnik                | b.d.                                                                      | b.d.                                                                       | b.d.                                                                        | X                                                                    | b.d.                                                                            | b.d.                                                                               | b.d.                                                                       | b.d.                                                                     |
| Leszno                | Unia - 3 Pogorzelski 1,2 Dobrucki 0,w Stal - 8 Jancarz 3,3 Plech 2,d      | b.d.                                                                       | b.d.                                                                        | b.d.                                                                 | X                                                                               | b.d.                                                                               | b.d.                                                                       | b.d.                                                                     |
| Częstochowa           | b.d.                                                                      | Włókniarz - 4 Barylski 1,2 Bożyk 0,1 Śląsk - 8 Waloszek 2,0 Mucha 3,3      | b.d.                                                                        | b.d.                                                                 | b.d.                                                                            | X                                                                                  | Włókniarz - 6 Cieślak 2,3 Bożyk 1,0 Polonia - 6 Glücklich 3,2 Kasa 0,1     | Włókniarz - ? Cieślak 3,? Bożyk 1,? Kolejarz - ? Szczakiel d,? Stach 2,? |
| Bydgoszcz             | Polonia - 2 Glücklich 0,0 Kasa 1,1 Stal - 10 Jancarz 2,3 Plech 3,2        | b.d.                                                                       | b.d.                                                                        | b.d.                                                                 | b.d.                                                                            | b.d.                                                                               | X                                                                          | b.d.                                                                     |
| Opole                 | Kolejarz - 3 Szczakiel 1,2 Stach 0,0 Stal - 9 Jancarz 2,1 Plech 3,3       | b.d.                                                                       | b.d.                                                                        | b.d.                                                                 | b.d.                                                                            | b.d.                                                                               | b.d.                                                                       | X                                                                        |

## Klasyfikacja
| Miejsce | Kluby                | Zawodnicy                                 |
| ------- | -------------------- | ----------------------------------------- |
| złoto   | Stal Gorzów Wlkp.    | Edward Jancarz Zenon Plech                |
| srebro  | Śląsk Świętochłowice | Paweł Waloszek Jan Mucha                  |
| brąz    | ROW Rybnik           | Andrzej Wyglenda Andrzej Tkocz Jerzy Gryt |